# Kayano Shigeru Nibutani Ainu Museum
Kayano Shigeru Nibutani Ainu Museum (japanska: 萱野茂二風谷アイヌ資料館, Kayano Shigeru Nibutani Ainu Shiryōkan) är ett privat japanskt museum om ainufolket, med föremål som samlats av Shigeru Kayano (1926–2006). Det öppnade 1992 i stadsdelen Nibutani i Biratori på Hokkaidō i Japan.

## Historik
Shigeru Kayano började 1952 samla verktyg och andra föremål som användes i ainufolkets vardagsliv. År 1972 öppnade Nibutani Ainu Bunka Shiryōkan i den byggnad som nu är Kayano Shigeru Nibutani Ainu Museum med de 2.000 föremål som han till dess hade anskaffat. När Nibutani Ainu Culture Museum öppnade 1992 i grannskapet, överfördes det äldre museets totala samling till det nyare museet. Det äldre museet, och den äldre byggnaden, gjordes om till ett privat museum för Kayano Shigerus nyare privata samling. 
År 2003 hade det nya Kayano Shigeru-museet omkring 4.000 föremål. Av dessa har 202 artefakter, tillsammans med 919 föremål från Nibutani Ainu Culture Museum som speglar ainufolkets vardagsliv, utsetts till viktiga japanska kulturarvsföremål av den statliga japanska kulturmyndigheten.